# Pocketful of Rainbows

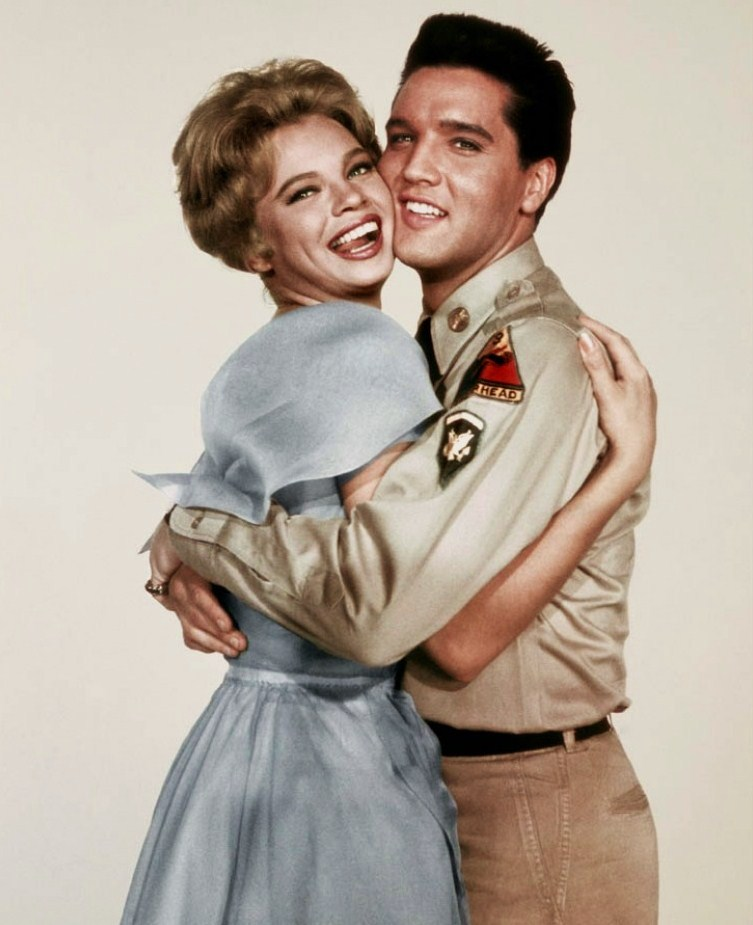
Elvis Presley y Juliet Prowse en una imagen de la película G. I. Blues

"Pocketful of Rainbows" (En esp. "Bolsillo lleno de arcoíris") es una canción del estilo balada de  Elvis Presley perteneciente a la banda e sonido de la película G. I. Blues ("El blues del soldado") de 1960. La canción fue escrita por Fred Wise y Ben Weisman.

## Información sobre la canción
La canción fue grabada el 6 de mayo de 1960 en los estudios de RCA Victor en Hollywood para la película de 1960 de Elvis Presley, G.I. Blues.
En la versión cinematográfica, se puede ver a Juliet Prowse (que sincronizó los labios con la voz de la cantante soprano  Loulie Jean Norman) cantando junto con Presley en una escena en la que la pareja se halla sobre un teleférico en la pequeña ciudad turística alemana de Rüdesheim am Rhein. 
Elvis grabó distintas versiones del tema, alterando los ritmos de la canción y variando los instrumentos imusicales que lo acompañaban  una de las cuales, la que se incluyó originalmente en el álbum correspondiente a la banda sonora de la película de 1960, no contaba con los coros de  Loulie Jean Norman. La versión fílmica de Pocketful of Rainbows con la colaboración de Norman, se incorporó en la edición especial del álbum en 1997.  La versión fílmica del tema tenía incorporada arreglos de violines cuyos intérpretes no se acreditaron en la banda sonora del álbum original debido a que no se incorporó esa versión.
En la película de 1996 Jerry Maguire, el director Cameron Crowe utilizó una versión alternativa de "Pocketful of Rainbows", cantada por Elvis, un poco más rápida que la original utilizada en G.I. Blues y donde destaca la incorporación de .Hoyt Hawkins:en la percusión con pandereta en paralelo con la batería. 
Un remix de Spankox se lanzó como sencillo en 2011 y alcanzó el puesto 32 en el Top 100 de sencillos holandés. 

## Lírica
En la canción, Elvis le expresa a su interés amoroso que no le importan las adversidades que surjan debido a que siente un gran amor por ella que puede solucionarlo todo. De manera metafórica el amor que siente por ella es representado por un bolsillo repleto de arcoíris capaz de sobreponerse ante las contrariedades que surjan son representadas alegóricamente  en la forma de un cielo nublado.  "No me preocupo siempre que los cielos estén grises arriba. Tengo un bolsillo lleno de arcoíris. Tengo un corazón lleno de amor" 